# Maurizio Simonato
Maurizio Simonato (Crespano del Grappa, 21 settembre 1947) è un allenatore di calcio ed ex calciatore italiano, di ruolo centrocampista o attaccante.

## Caratteristiche tecniche

### Giocatore
È stato un centrocampista e attaccante dalle spiccate doti offensive: aveva piedi vellutati, tiro potente e buon colpo di testa.

## Carriera

### Giocatore

Simonato in acrobazia per il Treviso nel 1971

Ha iniziato la sua carriera con il Treviso (120 presenze in Serie C) per poi passare alla Massese dove realizzò 12 reti nel campionato di Serie C del 1971-72. Nell'estate seguente fu ingaggiato dalla Sambenedettese dove trascorse i migliori anni della sua carriera mettendosi in evidenza già dal primo campionato, con 12 reti realizzate.
Quelli con Marino Bergamasco in panchina sono stati gli anni più belli dei marchigiani, un quinquennio culminato con la promozione in Serie B, e Simonato era l'anima della squadra: i giocatori più importanti sono stati l'intero reparto offensivo con il tridente formato dal bomber pugliese Chimenti, Simonato e Basilico, e il centrocampo in stile Paesi Bassi dell'epoca composto da Ripa, Castronaro e Valà.
Simonato, in cinque stagioni a San Benedetto del Tronto e 165 presenze, di cui 10 in Coppa Italia, condite da 42 reti, di cui 3 in Coppa, contribuì da protagonista alla vittoria del campionato di Serie C nel 1973-74 con 10 gol realizzati. Segnò una rete anche contro la Juventus in Coppa Italia, il 21 settembre 1975, che valse il 2-2 finale.
Terminata l'esperienza in rossoblù, nel 1977 passò all'Avellino senza mai scendere in campo, trasferendosi dopo pochi mesi al Teramo dove chiuse la carriera nel 1980.

## Palmarès

### Giocatore
- Campionato italiano Serie C: 1

Sambenedettese: 1973-1974 (girone B)